# Bruno Jasieński
Bruno Jasieński (17 de julho de 1901 – Moscou, 17 de setembro de 1938) pseudônimo de Wiktor Bruno Zysman, foi um poeta, prosador e dramaturgo comunista polonês ligado ao movimento revolucionário proletário e um dos fundadores do Futurismo naquele país, do qual foi líder.

## Biografia
Conforme a “Mala Encyklopedia Powszechna” (Pequena Enciclopédia Universal), de 1959, publicação oficial da Polônia, "Em 1937 foi preso na URSS, sob falsa acusação, e faleceu no cárcere" no ano de 1942.
Outras fontes citam que o poeta pode ter morrido em 1939, tendo contraído tifo, ou em 17 de setembro de 1938, no mesmo campo de prisioneiros que Osip Mandelstam.